# Josef Kohlman
Josef Kohlmann (v maďarštině: Josef Kollmann, 30. září 1808 Třebíč – 23. června 1889 Çengelköy, dnes Istanbul) byl major generálního štábu a plukovník námořní pěchoty. Byl také plukovníkem turecké armády, bojoval v krymské válce a v letech 1877–78 v rusko–turecké válce, kde byl tureckým náčelníkem generálního štábu.

## Kariéra
Pocházel z vojenské rodiny, kdy jeho otec byl kapitánem německé nebo české národnosti. Mladý Kohlmann absolvoval v roce 1827 Tereziánskou vojenskou akademii a v roce 1848 na jaře vstoupil do 52/3 pěšího pluku. V červnu 1848 se zúčastnil jižní bitvy. Dne 22. září 1848 se stal náčelníkem štábu námořní pěchoty. Dne 20. října 1848 získal hodnost plukovníka, povýšen byl za podporu v bitvě. Od poloviny listopadu 1848 bojoval v jižní armádě, 4. března 1849 se stal náčelníkem sboru generálního štábu a posléze velitelem divize. Dne 8. května 1849 získal vojenskou medaili 3. třídy. Dne 7. července 1849 se stal velitelem bánátského revíru.
Během Maďarské revoluce 1848–1849 ho vojenský soud odsoudil k smrti, nicméně Kohlman zběhl do Turecka, kde přijal muslimské náboženství a také přijal jméno Macar Feyzullah a stal se jedním z nejlepších důstojníků. V krymské válce v roce 1855 u hradu Kras bojoval za Kmety Györgské a bránil hrad proti Rusům. Později během rusko–turecké války v 1877–78 byl náčelníkem tureckých vojsk. Zemřel na asijském pobřeží Bosporu.